# Château du Val (Saint-Germain-en-Laye)
Pour les articles homonymes, voir Château du Val.
Le château du Val est un château français du XVIIe siècle de style classique situé dans la commune de Saint-Germain-en-Laye, à l'extrémité nord de la Grande Terrasse, dans le département des Yvelines et la région d'Île-de-France. Il s'agit à l'origine d'un rendez-vous de chasse construit pour le roi Henri IV, agrandi et rénové par l'architecte Jules Hardouin-Mansart pour Louis XIV.
Vers le milieu du XVIIIe siècle, le château du Val passe entre les mains de plusieurs familles — notamment les Beauveau-Craon et les Noailles — puis est donné en 1927 à la Société d'entraide des membres de la Légion d'honneur.
À partir de 2021, le château du Val est géré par le groupe « Les Hôtels (très) particuliers » et, sous la marque « Les Maisons de campagne », il prend le nom commercial  « la Maison du Val ».

## Histoire

### Henri IV et Louis XIII: un pavillon de chasse
Construit pour Henri IV, le château du Val n'est à l'origine que l'un des nombreux relais de chasse en forêt de Saint-Germain, à l'instar du pavillon de La Muette bâti à l'origine pour François Ier. On sait que Louis XIII, compte tenu de sa santé chancelante, a profité du relais du Val comme lieu de promenade où il aimait se rendre. C'est d'ailleurs lui qui l'a fait restaurer, en mai 1643. Il y vient pour la dernière fois quelques semaines avant sa mort. Contrairement à ce qui est parfois indiqué, ce n'est pas dans le relais du Val que naît son fils en 1638, le futur Louis XIV, mais au château Neuf de Saint-Germain-en-Laye.

### Louis XIV
C'est au cours de la première moitié du règne personnel de Louis XIV que commence une seconde vie pour le relais du Val. Le roi cherche un lieu de résidence sûr, mais à la fois proche de Paris, lié pour lui aux troubles de la Fronde qui l'ont traumatisé pendant les premières années de son règne. Le 22 janvier 1666, deux jours après la mort de la reine mère, Anne d'Autriche, Louis XIV décide de quitter Paris et fait de Saint-Germain-en-Laye, où il est né, son lieu de résidence principal. Il ne quittera définitivement Saint-Germain pour Versailles qu'en avril 1682.

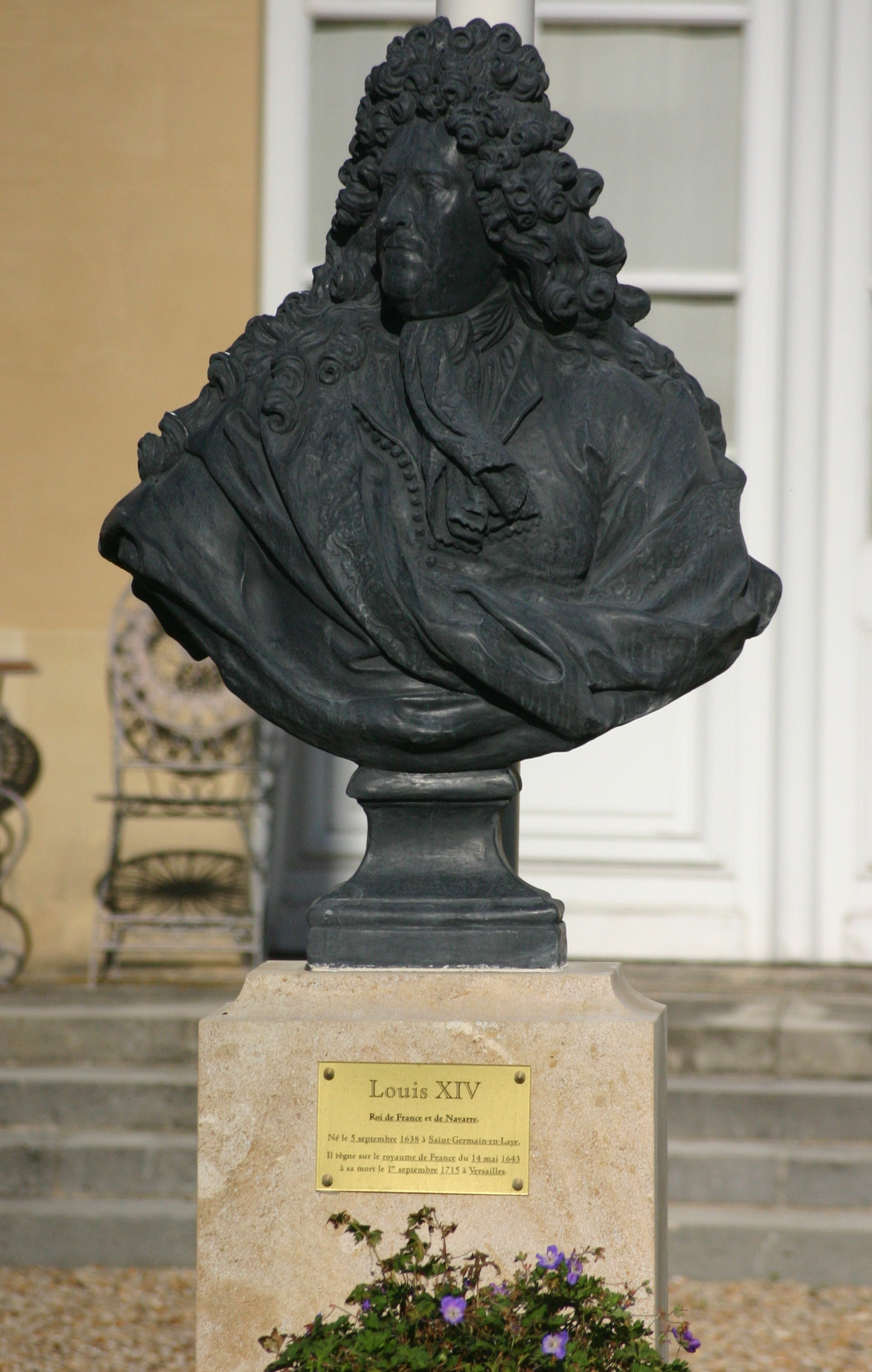
Buste de situé dans la cour du château du Val.

Dès 1673, il envisage de faire transformer le relais du Val. C'est à partir de cette date qu'il en fait agrandir les jardins et les abords compris entre le relais lui-même et l'octogone qui termine la Grande Terrasse. Mais c'est vers 1675 que, sur ordre de Louis XIV, Jules Hardouin-Mansart remplace la « simple maison du Val » par un petit château qui termine l'aménagement de cette allée-promenoir que constitue la Grande Terrasse et où le roi pouvait trouver repos et solitude.
Pour Louis XIV, cette construction relativement modeste est l'occasion d'éprouver le talent d'Hardouin-Mansart, alors âgé d'à peine 30 ans, qu’il fait premier architecte en 1681 et le surintendant de ses Bâtiments en 1699.
Les travaux de rénovation du relais du Val, pour en faire un petit château, commencent en 1674 ou 1675. Les plans sont connus par des documents conservés au département des Estampes de la Bibliothèque nationale. L'état du château vers la fin du règne de Louis XIV est connu par un relevé publié par Jean Mariette dans L'Architecture française (1727). C'est le type parfait de la maison de campagne en rez-de-chaussée, qui va se répandre au cours du XVIIIe siècle. À l'intérieur, le vestibule central distribue sur la gauche un appartement complet pour le roi et sur la droite quatre salons groupés autour d'un poêle commun.
Les comptes des Bâtiments du roi mentionnent des dépenses dans « le nouveau bâtiment du Val » en 1675 et 1676, notamment des paiements aux sculpteurs Martin Desjardins et Étienne Le Hongre. En revanche, entre 1679 et 1680, il n'est plus question que de la machine en cours de construction par l'ingénieur Arnold de Ville et le charpentier Rennequin Sualem pour élever les eaux de la Seine à partir du moulin de Pallefour, à la hauteur du château du Val. Cette machine, qui préfigurait celle de Marly, permet notamment d'alimenter en eaux les jardins du Val, qui auraient été dessinés par André Le Nôtre.

### Au XVIIIe siècle
Le transfert définitif de la cour à Versailles en 1682 entraîne l'abandon du château du Val, dont l'importance était liée à celui de Saint-Germain-en-Laye. Cet abandon demeure presque total jusqu'à ce que le prince Charles-Juste de Beauvau-Craon (1720-1793), futur maréchal de France, vienne l'habiter au milieu du XVIIIe siècle[réf. souhaitée]. Il le fait transformer vers 1776 par l'architecte Galland (sans doute Nicolas Galland). La maison est surélevée d'un étage en attique et un nouveau corps de bâtiment est construit au sud. Les jardins sont traités en parc à l'anglaise, peut-être par Hubert Robert, ce que confirme la description très critique qu'en fait le jardinier écossais Thomas Blaikie[réf. souhaitée]. En 1778, le prince de Beauvau reçoit au Val Benjamin Franklin.

### Au XIXe siècle
Après la disparition du prince de Beauvau, mort tranquillement dans son lit en 1793 en pleine Terreur, le château passe à sa fille issue de son premier mariage, Anne-Louise-Marie (1750-1834), duchesse de Mouchy par son mariage avec Philippe-Louis de Noailles (1752-1819). Le château du Val entre ainsi dans la famille de Noailles.
Le château du Val est transformé une nouvelle fois à partir de 1855 pour Mme Achille Fould née Henriette Goldschmidt (1800-1870), femme du ministre de Napoléon III. Les jardins sont refaits par le paysagiste Louis-Sulpice Varé. La laiterie est construite à cette époque ou plus tardivement dans la seconde moitié du XIXe siècle.

### Au XXe siècle

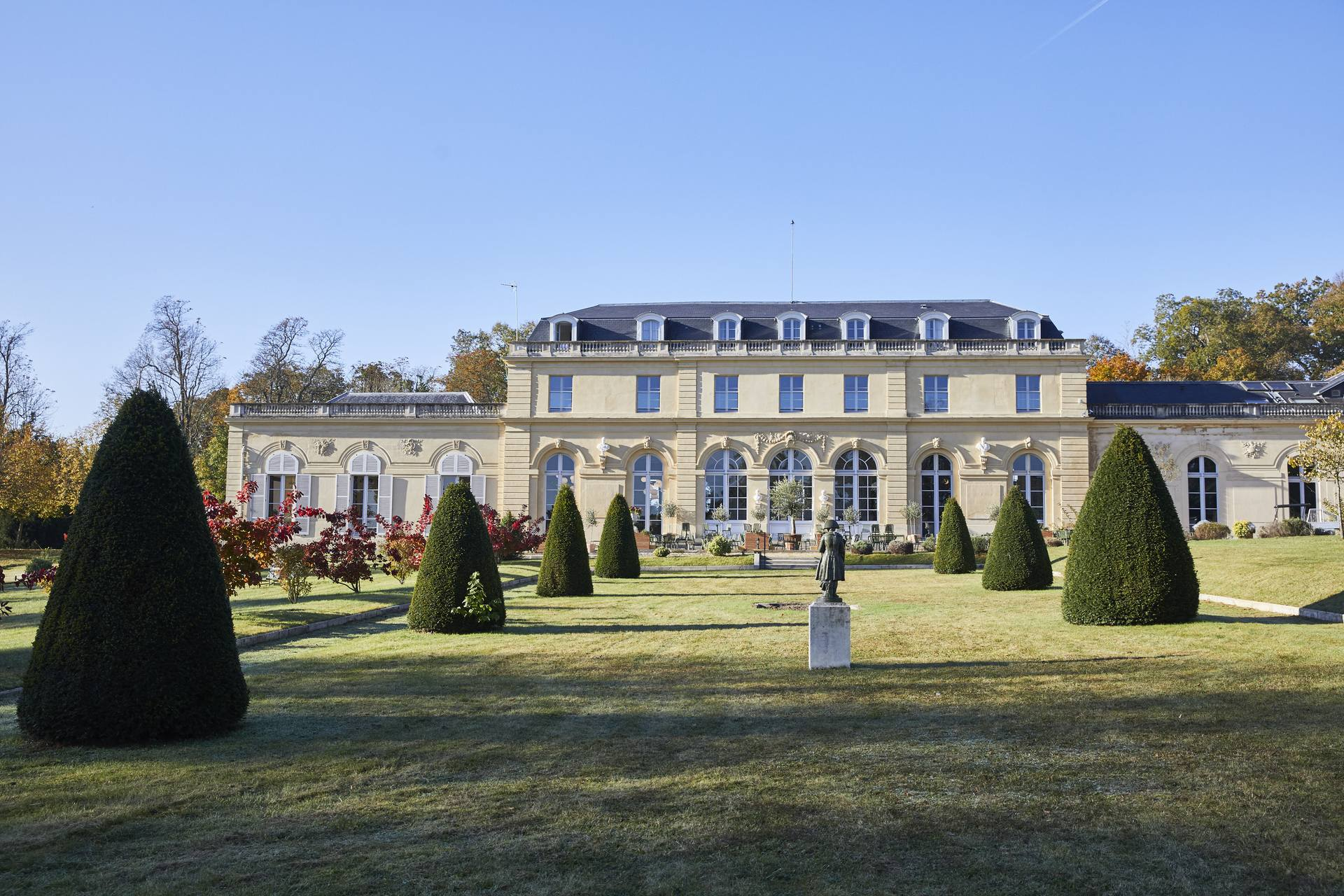
Façade du château du Val.

Au tournant du XXe siècle, un parterre régulier est créé devant l'aile sud. En 1927, une partie du parc est lotie et le reste du domaine, ramené à trois hectares et demi, est donné à la Société d'entraide des membres de la Légion d'honneur (SMLH). Entre 1935 et 1939, celle-ci fait reconstruire les communs[réf. souhaitée]. Le château devient une résidence pour les membres de la Légion d'honneur.
En 2010, la SMLH le transforme en hôtel trois étoiles, pouvant également accueillir des séminaires et d'autres événements. 
En septembre 2017, le dernier résident permanent membre de la Légion d'honneur, comme ayant droit, quitte le château du Val.
En 2021, le groupe « Les Hôtels (très) particuliers » transforme le château du Val en hôtel quatre étoiles de la marque « Les Maisons de campagne ».

## Architecture
Un seul des quatre salons du rez-de-chaussée a conservé son décor du XVIIe siècle ; le reste de la décoration date des travaux effectués par le prince de Beauvau au XVIIIe siècle. « De nombreuses menuiseries de fenêtres, remarquables de qualité, ont conservé la fleur de lys d'origine. ».
La laiterie, postérieure à 1850, est en pierre de taille revêtue d'un enduit imitant la brique avec assises alternées.

## Les jardins disparus de Louis XIV au Val

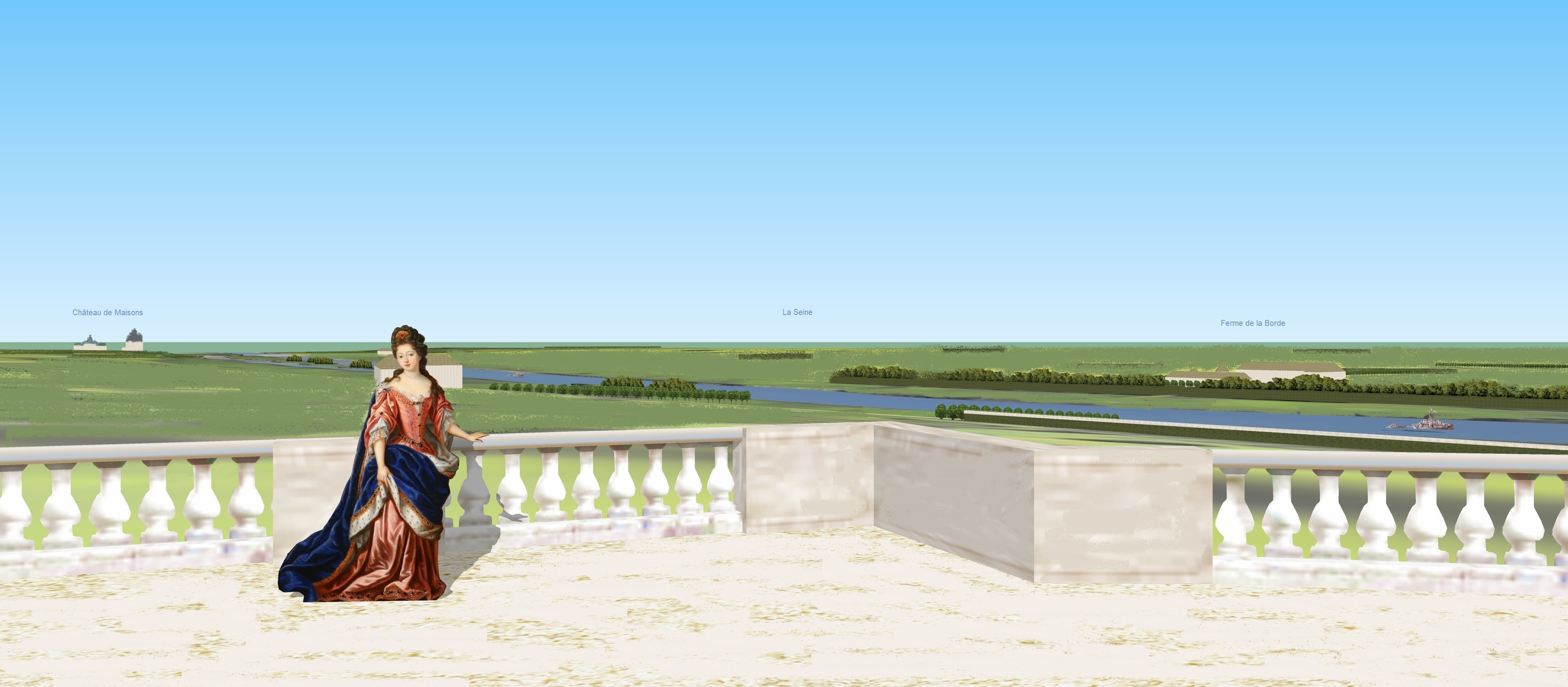
Schéma de la vue depuis la demi-lune du château du Val, à St Germain, avec la Seine qui se découvre tout le long, fin du XVIIe siècle.

Les jardins ont été dessinés par André Le Nôtre, puisque l'on connaît au moins deux plans anciens de sa main : un plan qui correspond aux aménagements effectivement réalisés, le plus connu (avec les broderies sur le côté, au centre) ainsi qu'un premier projet conservé aux archives départementales des Yvelines, qui est plus modeste que le projet final (avec 4 petits bassins circulaires).
Une grande allée s'organisait en face du château. Elle servait de grande terrasse. De part et d'autre des parterres, certains compartimentés de gazon, d'autres de broderies. Quelques bassins égayait les jardins du petit pavillon. Surtout on découvrait en parallèle de l'allée principale la demi-lune finale de la grande terrasse de Saint-Germain, que l'on appelait l'Octogone. Cet aménagement servait de point de vue à la propriété. Depuis les jardins il était impossible de découvrir la Seine, d'où le nom du Val retenu. Ce n'est qu'au bout de l'allée principale que l'on accédait à une demi-lune d'où la vue sur la Seine et la vallée était spectaculaire. Bien que d'une taille réduite, les jardins du Val possédaient ainsi un charme fort, ils étaient conçus dans la veine du premier baroque du début du règne de Louis XIV, à la manière des jardins du Trianon de porcelaine, ou bien encore de ceux du parterre de Vénus à Saint-Cloud. De nos jours, la topographie des lieux est conservée, mais les jardins réguliers du XVIIe ont totalement disparus.

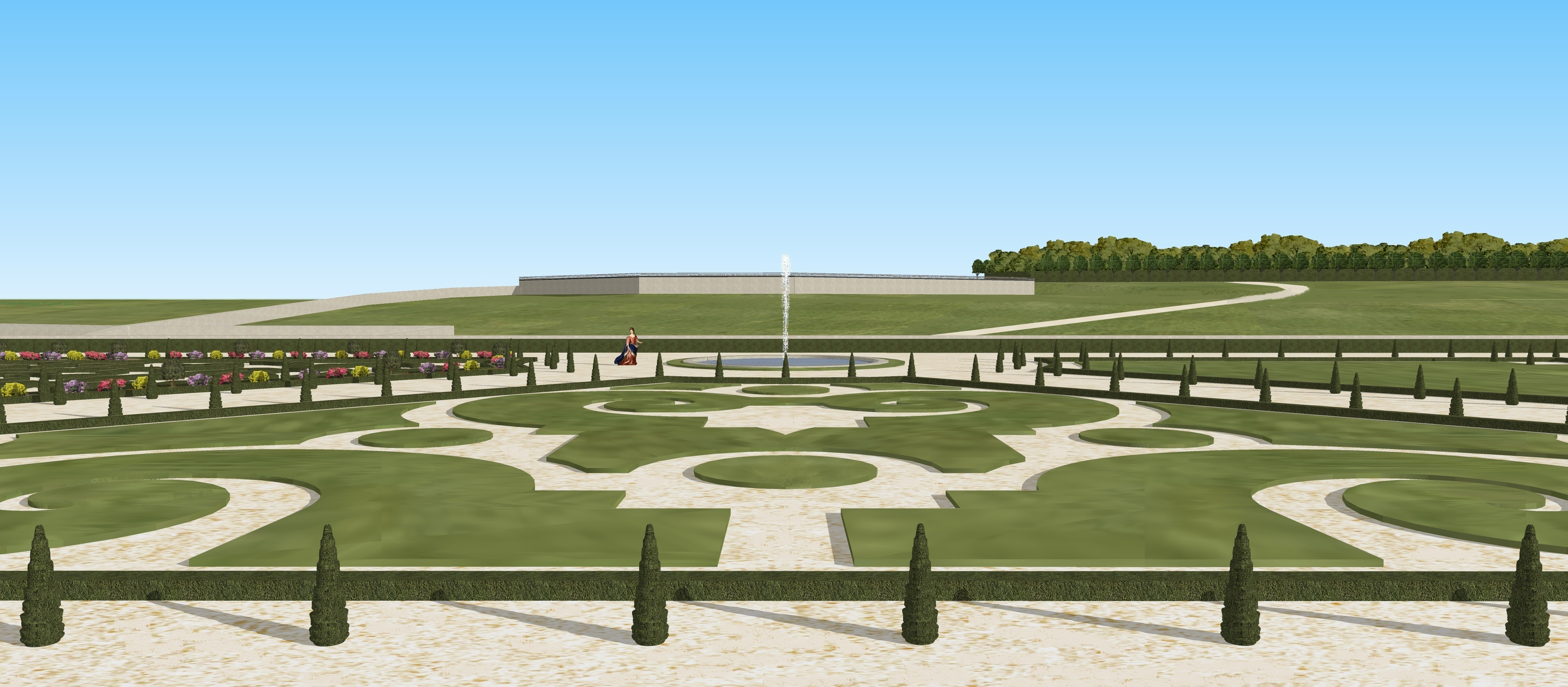
Restitution de la vue sur le parterre de gazon du château du Val, Saint-Germain-en-Laye, vers 1675-1680.
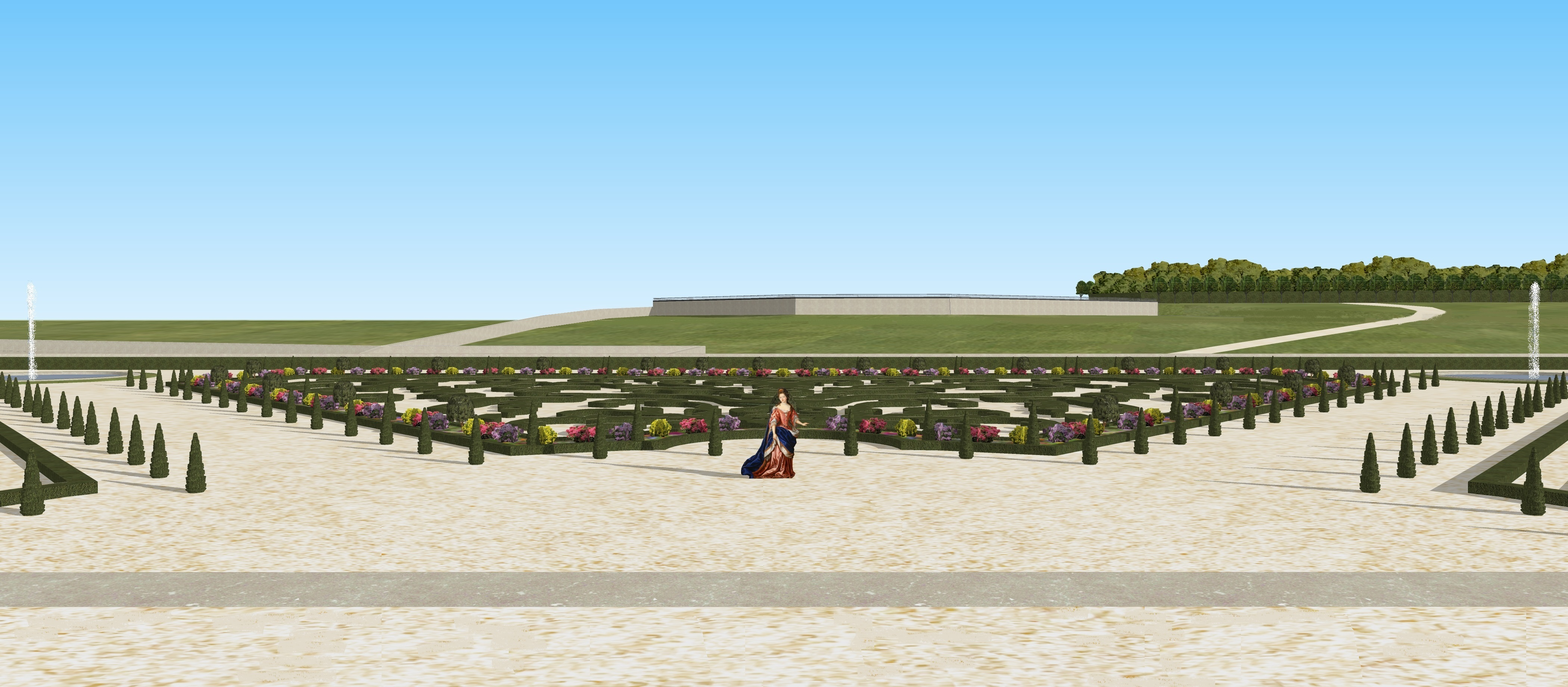
Restitution de la vue sur le parterre de broderies du château du Val, Saint-Germain-en-Laye, vers 1675-1680.
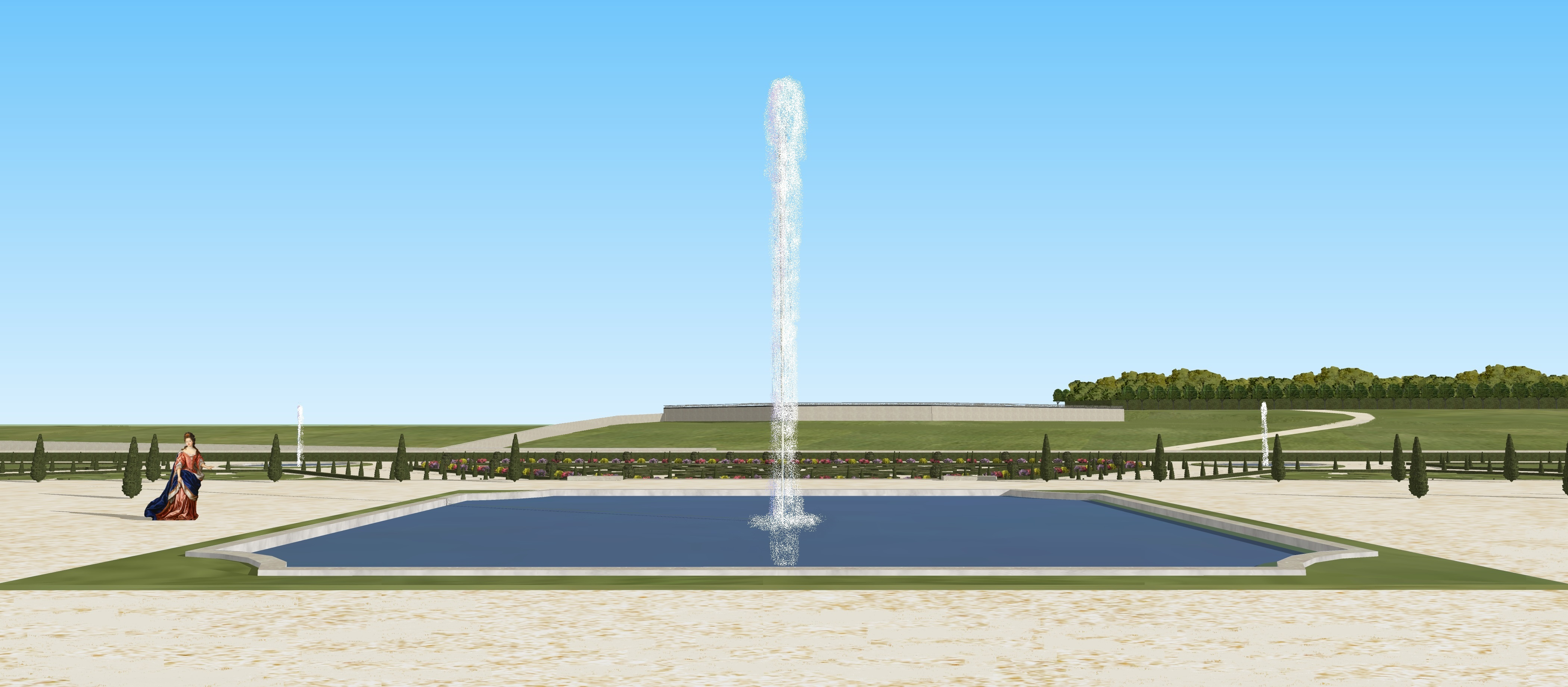
Restitution de la vue sur le bassin central des jardins du Val (Saint-Germain-en-Laye), vers 1680.

## Protection
Le château et ses dépendances se situent dans un site classé en 1944.
Le château, à l'exclusion des communs, fait l’objet d’une inscription au titre des monuments historiques depuis le 21 juin 1991. Les façades et toitures du château (à l'exception toujours des communs) font l’objet d’un classement au titre des monuments historiques depuis le 5 juillet 1993.